# Urabe Shizutarō

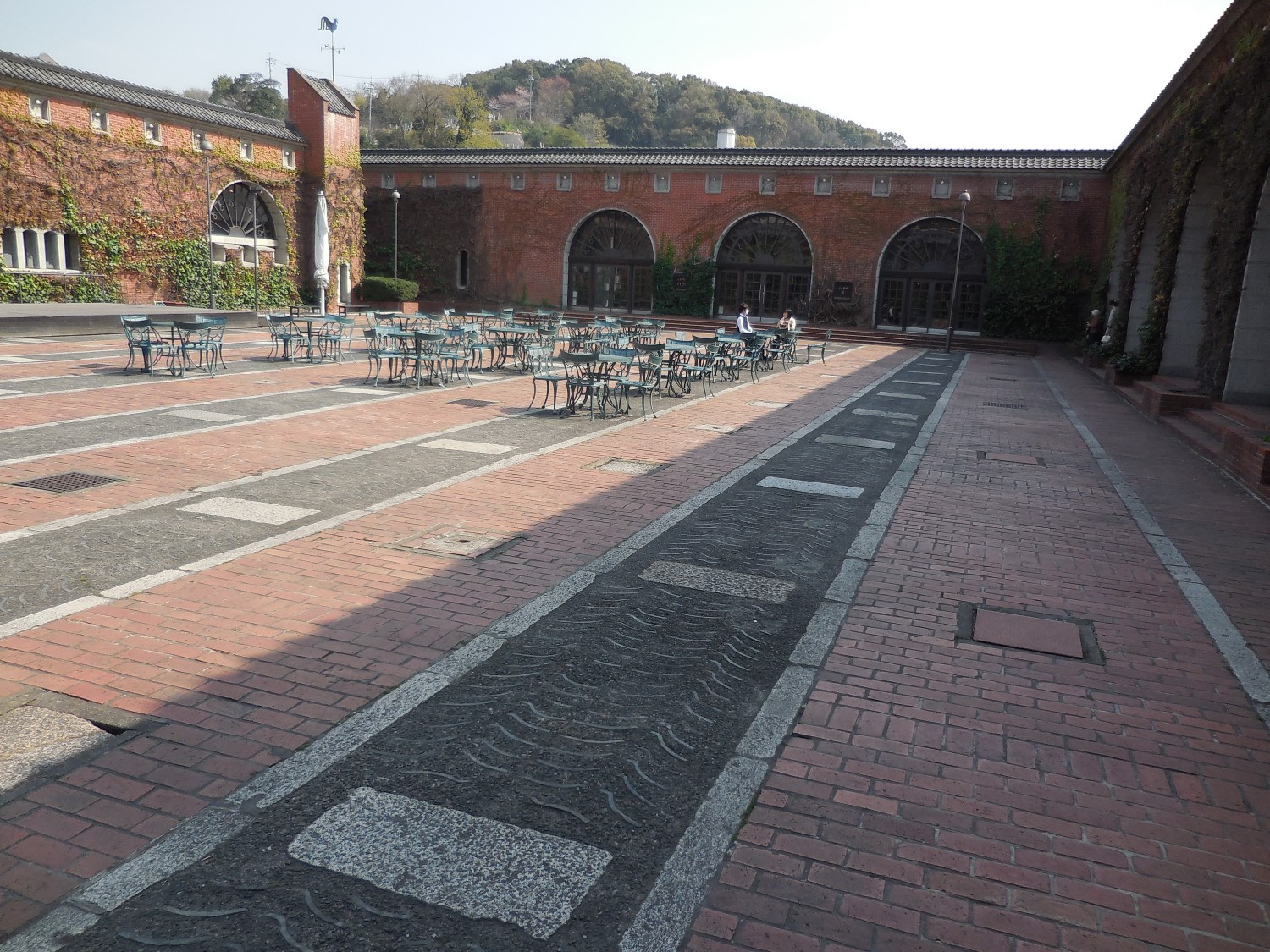
Kurashiki Efeu-Platz, 1974

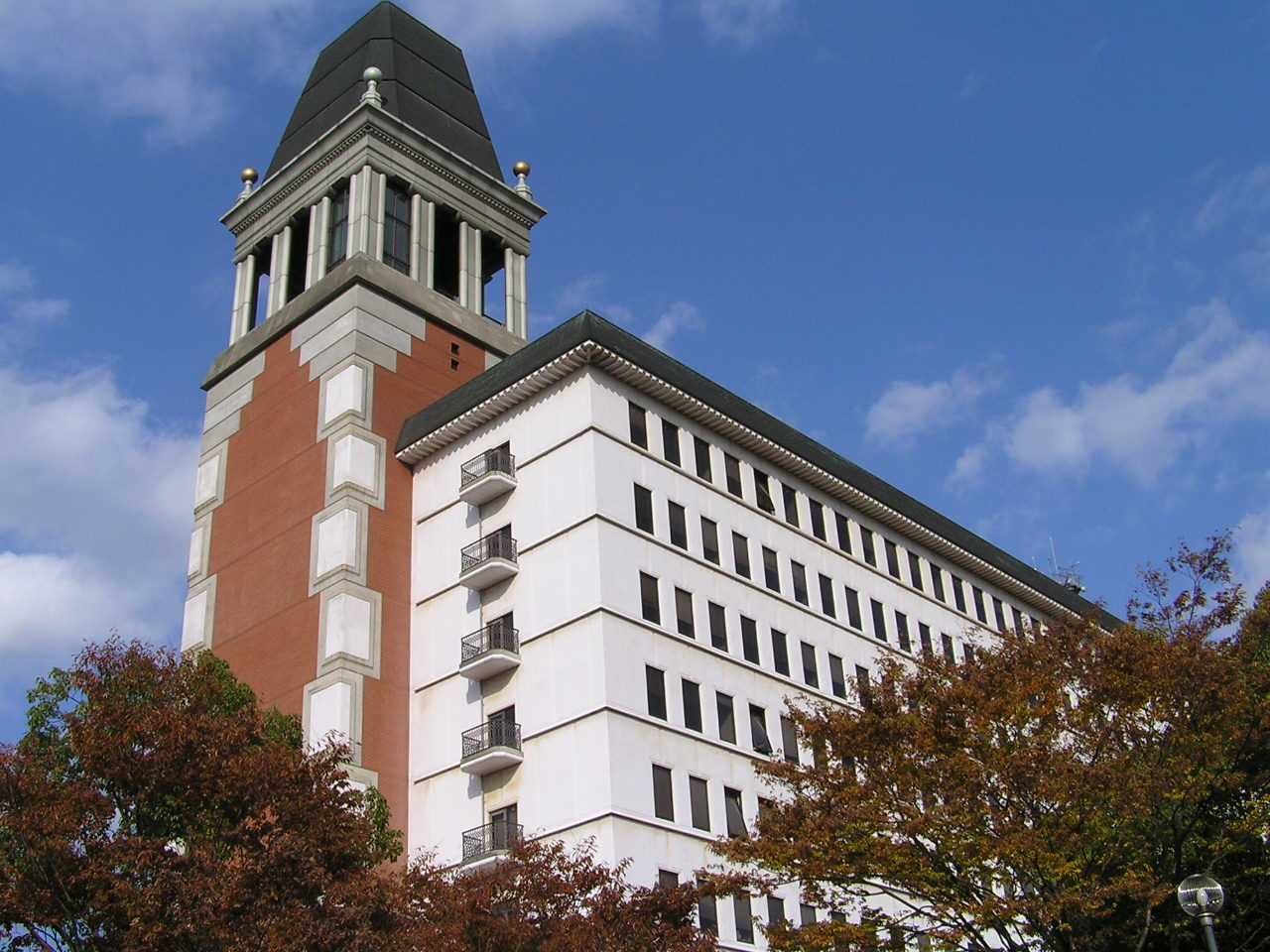
Kurashiki, Rathaus, 1980

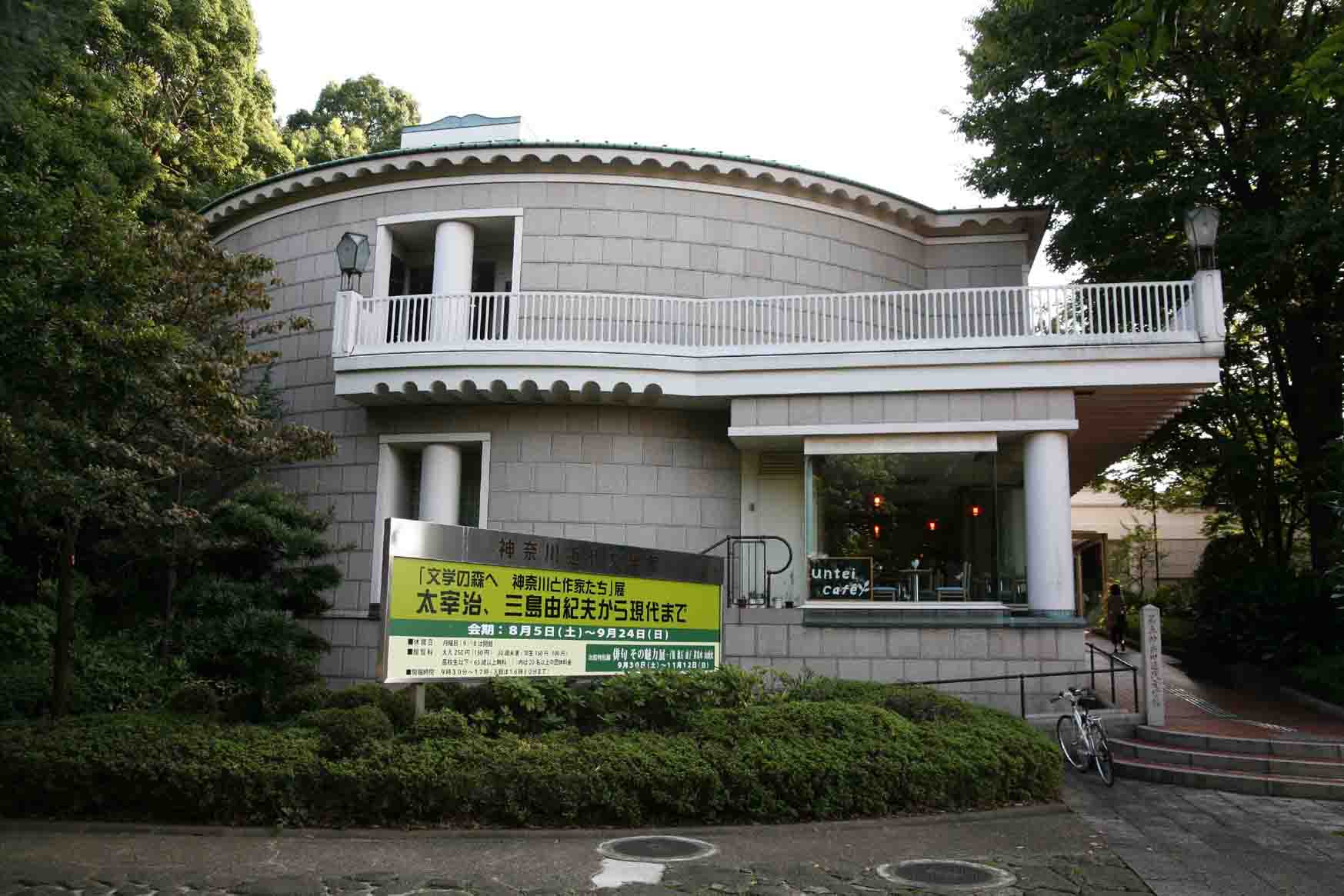
Kanagawa Literatur-Museum, 1984

Urabe Shizutarō (japanisch 浦辺 鎮太郎; geboren 31. März 1909 im Landkreis Kojima (Präfektur Okayama), heute Teil von Kurashiki; gestorben 8. Juni 1991) war ein japanischer Architekt der Shōwa-Zeit.

## Leben und Werk
Urabe Shizutarō machte 1934 seinen Abschluss am Department für Architektur der Universität Tokio und trat in die Firma Kurashiki Rayon ein. Dort entwarf er alle Gebäude für die Firma bis 1964. Bereits 1962 hatte er – mit Unterstützung des Präsidenten von Kurashiki Rayon, Ōhara Sōichirō (1909–1968), der sich auch um Baumaßnahmen für öffentliche Einrichtungen in Kurashiki kümmerte – sein eigenes Büro eröffnet. Danach beschäftigte sich Urabe vor allem mit Projekten für Kurashiki, wo er von seiner Jugend an zu Hause war.
Urabe ist weitgehend verantwortlich für die heutige anheimelnde Erscheinung von Kurashiki. Er hat einerseits alte Gebäude wieder hergestellt, die Kurashiki als Stadt mit Geschichte zeigen und er hat andererseits das Stadtbild mit dazu passenden Neubauten erweitert. So zählt er zu den „regionalen Architekten“, die sich um einen Orte mit seiner besonderen Geschichte kümmern. Seine wegweisenden Arbeiten werden daher hoch geschätzt.
Zu Urabes beispielhaften Werken gehören der Erweiterungsbau zum Ōhara-Kunstmuseum 1961, das Kurashiki International Hotel 1963, die Kurashiki Kulturhalle 1969 und der Kurashiki Efeu-Platz 1974. Im Hafenblick-Park (港の見える丘公園 Minato no mieru oka kōen) in Yokohama baute er 1984 das Kanagawa-Literatur-Museum.
Urabe erhielt 1965 und 1975 den Preis der Japanischen Gesellschaft für Architektur (日本建築学会賞作品賞 Nihon Kenchiku Gakaishō Sakuhinshō) für je ein Werk und 1986 den Großen Preis der Gesellschaft (日本建築学会賞大賞 Nihon Kenchiku Gakaishō Daishō).